# U23-Europameisterschaften im Rudern 2021
Die U23-Europameisterschaften im Rudern 2021 fanden am 4. und 5. September 2021 in Polen in Kruszwica statt. Die Wettbewerbe wurden auf dem Goplosee ausgetragen.
Bei den Meisterschaften wurden 22 Wettbewerbe ausgetragen, davon jeweils elf für Männer und Frauen.
Teilnahmeberechtigt war jeweils eine Mannschaft je Wettbewerbsklasse aus den 46 europäischen Mitgliedsverbänden des Weltruderverbandes (FISA). Eine Qualifikationsregatta existierte nicht.

## Ergebnisse
Hier sind die Medaillengewinner aus den A-Finals aufgelistet. Diese waren mit sechs Booten besetzt, die sich über Vor- und Hoffnungsläufe sowie Viertel- und Halbfinals für das Finale qualifizieren mussten. Die Streckenlänge betrug in allen Läufen 2000 Meter.

### Männer
| Bootsklasse                                   | Gold | Gold    | Silber | Silber  | Bronze | Bronze  |
| --------------------------------------------- | --- | ------- | --- | ------- | --- | ------- |
| Einer (BM1x)                                  | Bulgarien Emil Nejkow | 6:52,23 | Schweiz Kai Schätzle | 6:54,57 | Polen Piotr Płomiński | 6:56,05 |
| Leichtgewichts-Einer (BLM1x)                  | Bulgarien Lazar Penev | 7:02,13 | Norwegen Lars Benske | 7:04,15 | Deutschland Nikita Mohr | 7:05,33 |
| Doppelzweier (BM2x)                           | Vereinigtes Königreich Nathan Hull Callum Dixon | 6:15,06 | Griechenland Iasonas Exarchou Christos Stergiakas | 6:19,27 | Belarus Ivan Brynza Yahor Shliupski | 6:21,88 |
| Leichtgewichts-Doppelzweier (BLM2x)           | Belgien Marlon Colpaert Tibo Vyvey | 6:17,42 | Türkei Enes Gök Şefik Çakmak | 6:21,87 | Schweiz Gian Struzina Raphaël Ahumada | 6:21,89 |
| Doppelvierer (BM4x)                           | Tschechien Daniel Nosek Tomáš Šišma Dalibor Neděla Filip Zima                                                                                                  | 5:47,74 | Belarus Uladzislau Lokun Artsem Laputsin Jauhen Salaty Kiryl Tsikhanovich                                                                                             | 5:49,94 | Italien Lorenzo Gaione Leonardo Tedoldi Francesco Molinari Pietro Cangialosi                                                                     | 5:51,69 |
| Leichtgewichts-Doppelvierer (BLM4x)           | Deutschland Adrian Reinstädtler Jakob Waldhelm Oskar Kroglowski Zeno Robertson                                                                                 | 5:59,90 | Italien Lorenzo Luisetti Alessandro Pozzi Emanuele Castino Michele Venini                                                                                             | 6:03,07 | Ungarn Henry Egon Bridge Tamás Fenyodi Csikó Pálfai Balázs Szöllősi                                                                              | 6:03,35 |
| Zweier ohne Steuermann (BM2-)                 | Litauen Dovydas Stankūnas Domantas Stankūnas | 6:28,47 | Rumänien Dumitru-Alexandru Ciobică Florin-Sorin Lehaci | 6:28,96 | Italien Paolo Covini Giovanni Codato | 6:34,13 |
| Leichtgewichts-Zweier ohne Steuermann (BLM2-) | Italien Giacomo Gallo Francesco Torta | 6:45,53 | Türkei Samet Kaban Denizhan Aydın | 6:49,69 | Deutschland Jurek Sauter Alexander Gross | 6:50,45 |
| Vierer ohne Steuermann (BM4-)                 | Rumänien Ștefan-Constantin Berariu Alexandru-Laurențiu Danciu Florin Arteni Ciprian Huc                                                                        | 5:58,98 | Polen Patryk Wojtalak Emil Jackowiak Przemysław Wanat Oskar Streich                                                                                                   | 6:01,23 | Belarus Dzianis Klimiato Aliaksandr Yaskel Aliaksei Bandziuk Anton Kupalau                                                                       | 6:02,20 |
| Vierer mit Steuermann (BM4+)                  | Italien Andrea Carando Davide Verità Alessandro Bonamoneta Nunzio Di Colandrea Emanuele Capponi (Stm.)                                                         | 6:09,01 | Rumänien Andrei Mândrilă Nicu-Iulian Chelaru Florin Ceobanu Claudiu Neamtu Gavril Dumbrava (Stm.)                                                                     | 6:10,53 | Vereinigtes Königreich Bruce Turnell Joshua Burke Jake Wincomb Thomas Shewell Joseph Salter (Stm.)                                               | 6:15,28 |
| Achter (BM8+)                                 | Vereinigtes Königreich Isaac Workman Theodore Darlow James Forward Henry Marles James Doran Joshua Jones Jack Prior Frederick Allinson William Le Brocq (Stm.) | 5:31,03 | Rumänien Dumitru-Valentin Bucur Dorin Simion Andrei Mândrilă Nicu-Iulian Chelaru Florin Ceobanu Marian Cireașă Andrei Lungu Alexandru Gherasim Gavril Dumbrava (Stm.) | 5:33,52 | Deutschland Sören Henkel Paul Burger Jannik Metzger Sönke Kruse Ole Kruse Frederik Breuer Paul Klapperich Julius Lingnau Florian Wünscher (Stm.) | 5:35,49 |

### Frauen
| Bootsklasse                                   | Gold | Gold    | Silber | Silber  | Bronze | Bronze                  |
| --------------------------------------------- | --- | ------- | --- | ------- | --- | ----------------------- |
| Einer (BW1x)                                  | Rumänien Simona Geanina Radiș | 7:26,39 | Schweiz Aurelia-Maxima Janzen | 7:30,34 | Tschechien Anna Šantrůčková | 7:32,76                 |
| Leichtgewichts-Einer (BLW1x)                  | Österreich Lara Tiefenthaler | 7:46,37 | Vereinigtes Königreich Olivia Bates | 7:46,93 | Griechenland Eleni-Marina Leventelli | 7:47,77                 |
| Doppelzweier (BW2x)                           | Griechenland Evangelia Anastasiadou Evangelia Fragkou | 6:55,94 | Rumänien Cristina Drugă Alexandra Roxana Ungureanu | 6:57,10 | Litauen Martyna Kazlauskaitė Dovilė Rimkutė | 6:58,44                 |
| Leichtgewichts-Doppelzweier (BLW2x)           | Türkei Mervenur Uslu Elis Özbay | 6:59,42 | Polen Zuzanna Jasińska Wiktoria Kalinowska | 7:04,73 | Italien Elena Sali Ilaria Corazza | 7:07,60                 |
| Doppelvierer (BW4x)                           | Russland Anastasija Liubich Tatjana Ustselemowa Jana Merenkowa Elizaveta Kovina | 6:25,06 | Schweiz Salome Ulrich Nina Wettstein Lisa Lötscher Célia Dupré                                                                                           | 6:29,67 | Polen Barbarą Streng Pauliną Chrzanowska Katarzyna Duda Barbarą Jęchorek                                                                                                   | 6:32,06                 |
| Leichtgewichts-Doppelvierer (BLW4x)           | Italien Maria Sole Perugino Sara Borghi Greta Schwartz Matilde Barison | 6:48,05 | Deutschland Lucia Wenske Laura Heinemann Finja Lara Rothhardt Lilith Lensing                                                                             | 6:51,11 | nur zwei Boote am Start | nur zwei Boote am Start |
| Zweier ohne Steuerfrau (BW2-)                 | Kroatien Ivana Jurković Josipa Jurković | 7:09,93 | Rumänien Adriana Ailincăi Alina-Maria Baleţchi | 7:11,35 | Ukraine Svitlana Skrobalo Viktoriia Nahorna | 7:25,88                 |
| Leichtgewichts-Zweier ohne Steuerfrau (BLW2-) | Italien Maria Zerboni Greta Parravicini | 7:30,20 | Türkei Ebru Akınal Nigar Hatun Demiroğlu | 7:32,09 | Polen Kornelia Semrau Sofia Borzyszkowska | 7:33,56                 |
| Vierer ohne Steuerfrau (BW4-)                 | Rumänien Andreea Popa Maria Tivodariu Maria-Magdalena Rusu Dumitriţa Juncănariu | 6:36,13 | Polen Anna Potrzuska Izabela Pawlak Zuzanna Lesner Weronika Kaźmierczak                                                                                  | 6:42,48 | Vereinigtes Königreich Hannah Cooper Georgina Robinson Ranger Isabelle Hawes Phoebe Snowden                                                                                | 6:45,95                 |
| Vierer mit Steuerfrau (BW4+)                  | Rumänien Amalia Bucu Larisa-Andreea Bogdan Manuela-Gabriela Lungu Cosmina-Maria Podaru Victoria-Ștefania Petreanu (Stf.)                                                                                                | 7:05,64 | Italien Dora Tufano Giulia Landolfi Alice Dorci Andrea Alfano Alessandra Faella (Stf.)                                                                   | 7:07,87 | Deutschland Lena Radke Celina Waldschmidt Leandra Reich Chiara Kracklauer Janne-Marit Börger (Stf.)                                                                        | 7:10,37                 |
| Achter (BW8+)                                 | Rumänien Estera-Costina-Beatrice Vîlceanu Larisa-Elena Roşu Adriana Ailincăi Maria Tivodariu Alice-Elena Turcanu Raluca-Georgiana Dinulescu Maria-Magdalena Rusu Simona Geanina Radiș Victoria-Ștefania Petreanu (Stf.) | 6:13,66 | Deutschland Sarjana Klamp Annika Elsen Paula Gerundt Lena Hansen Annabelle Bachmann Lene Mührs Patricia Schwarzhuber Elisa Patzelt Annalena Fisch (Stf.) | 6:24,58 | Polen Iga Krzemińska Małgorzata Strybel Martyna Jankowska Ewelina Janiak Adrianna Paszkowska Weronika Ludwiczak Jessica Sobocińska Julia Weiwer Katarzyna Pawełczak (Stf.) | 6:28,41                 |

## Medaillenspiegel
| Platz | Land                   | Gold | Silber | Bronze | Gesamt |
| ----- | ---------------------- | ---- | ------ | ------ | ------ |
| 1     | Rumänien               | 5    | 5      |        | 10     |
| 2     | Italien                | 4    | 2      | 3      | 9      |
| 3     | Vereinigtes Königreich | 2    | 1      | 2      | 5      |
| 4     | Bulgarien              | 2    |        |        | 2      |
| 5     | Türkei                 | 1    | 3      |        | 4      |
| 6     | Deutschland            | 1    | 2      | 4      | 7      |
| 7     | Griechenland           | 1    | 1      | 1      | 3      |
| 8     | Litauen                | 1    |        | 1      | 2      |
| 8     | Tschechien             | 1    |        | 1      | 2      |
| 10    | Belgien                | 1    |        |        | 1      |
| 10    | Kroatien               | 1    |        |        | 1      |
| 10    | Österreich             | 1    |        |        | 1      |
| 10    | Russland               | 1    |        |        | 1      |
| 14    | Polen                  |      | 3      | 4      | 7      |
| 15    | Schweiz                |      | 3      | 1      | 4      |
| 16    | Belarus                |      | 1      | 2      | 3      |
| 17    | Norwegen               |      | 1      |        | 1      |
| 18    | Ukraine                |      |        | 1      | 1      |
| 18    | Ungarn                 |      |        | 1      | 1      |
| Summe | Summe                  | 22   | 22     | 21     | 65     |